# مقاطعة ماسون (فرجينيا الغربية)
مقاطعة ماسون هي مقاطعة في فيرجينيا الغربية، بلغ عدد سكانها 27٬324  نسمة، في 2010، عاصمتها بوينت بليزانت، تبلغ مساحتها 1٬152 كيلومتر مربع.

## الموقع
تشترك في الحدود مع:
- مقاطعة ميغز، أوهايو.

## أعلام
- جيسي بينيت
- ميخائيل جوزيف أوينز
- غوس دوجلاس